# Lee Marvin
Lee Marvin (Nueva York, 19 de febrero de 1924 - Tucson, Arizona, 29 de agosto de 1987) fue un actor de televisión y cine estadounidense. Recordado por el tono grave de su voz (bajo profundo), su pelo cano y su estatura (1,88m). Ganador del premio Óscar al mejor actor en 1965 por su doble papel en la película La ingenua explosiva.

## Biografía
Su padre era ejecutivo de publicidad y su madre, redactora de modas. El joven Marvin fue muy revoltoso, de forma que era expulsado de todos los colegios en los que sus padres le inscribían, por ser considerado incorregible. Sus padres le llevaron finalmente a Florida, para que realizase sus estudios escolares en una institución especializada, pero tampoco resultó.
Marvin se alistó entonces en el Cuerpo de Marines de los Estados Unidos, coincidiendo con el comienzo de la Segunda Guerra Mundial. En la batalla de Saipán, en junio de 1944, fue herido en la parte inferior de la espalda, lo cual le provocó daños serios en el nervio ciático. A raíz de ello fue declarado no apto para el servicio y enviado de baja a los Estados Unidos. Allí comenzó a trabajar como fontanero en Woodstock, en el estado de Nueva York. En una ocasión estaba realizando una reparación en el teatro municipal, cuando se le pidió que sustituyese en un ensayo a un actor ausente. Esta experiencia despertó en él un enorme entusiasmo por la interpretación. Se trasladó a Nueva York, y estudió y actuó en pequeños papeles, en teatros de menor importancia.
Al cabo de un tiempo debutó en Broadway. Después de esta nueva experiencia se dedicó a la televisión, medio en el que estuvo interpretando numerosos papeles secundarios de poca importancia. Fue entonces cuando decidió trasladarse a Hollywood, donde consiguió actuar en películas de cada vez más relevancia encarnando a personajes serios, muy estructurados de sesgo oscuro pero siempre en la línea de líderes duros y carismáticos, que, no siendo protagonistas, se imponían en las tramas.
Entre los trabajos de su primera etapa, se pueden citar: un breve papel en la comedia We're Not Married! (con Marilyn Monroe, Ginger Rogers y Zsa Zsa Gabor), Los sobornados de Fritz Lang (con Glenn Ford y Gloria Grahame) y El árbol de la vida, donde Lee Marvin se codeó con Elizabeth Taylor y Montgomery Clift.
En la década de 1960 se hizo conocido como protagonista de la serie de TV Ballinger de Chicago, con 117 episodios y sus papeles fueron creciendo en importancia. Así sus actuaciones se hicieron más frecuentes y relevantes, lo que le valió el reconocimiento del público y, ya en la década de 1970, también el de la crítica.

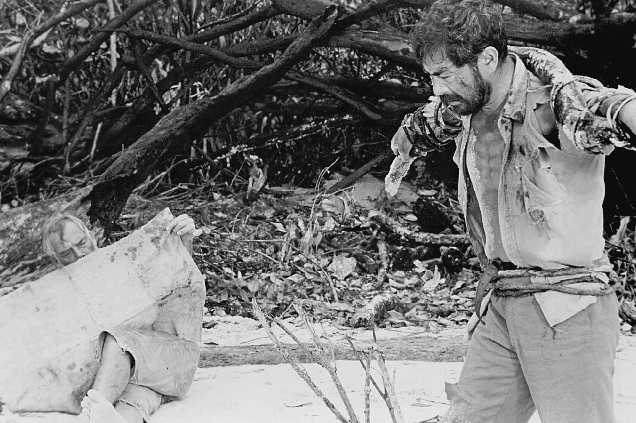
Lee Marvin y Toshiro Mifune en la película de 1968: Infierno en el Pacífico.

En 1968, en la película Infierno en el Pacífico interpreta acertadamente a un naufrago estadounidense que acosa a otro naufrago japonés (Toshiro Mifune) en una isla durante la Segunda Guerra Mundial. En 1969, de la mano del director Joshua Logan, Marvin, fue protagonista junto a un joven Clint Eastwood de La leyenda de la ciudad sin nombre, en la que demostró una habilidad en la que no se le había visto antes: la canción. Su interpretación del tema Estrella errante acompañado por el coro de Roger Wagner, es sin duda la más destacada, con su peculiar voz de bajo extremo, que Jean Seberg describió como "lluvia gorgoteando por una tubería oxidada". Célebres son sus interpretaciones en los filmes Los doce del patíbulo (con John Cassavetes, Charles Bronson, Donald Sutherland...), Los profesionales (con Robert Ryan, Burt Lancaster, Claudia Cardinale) y A quemarropa, que albergan las mejores actuaciones de Marvin.
Recibió en 1965 un inesperado Óscar al mejor actor principal por La ingenua explosiva, junto a Jane Fonda; una comedia musical del Oeste, en la que encarna a dos personajes, un pistolero borracho y su hermano malhechor. Este premio le colocó entre los actores más solicitados de Hollywood. Marvin se especializó preferentemente en películas de acción. En la última época de su vida, siguió actuando en películas muy dispares en cuanto a su calidad y su éxito en taquilla. Sin embargo, ya era una estrella del cine consagrada.
Se casó por primera vez en 1951 con Betty Ebeling. El matrimonio tuvo un hijo y tres hijas. Tras 16 años, se divorció. En 1970 se casó por segunda vez con Pamela Feeley.
Murió repentinamente de un ataque al corazón en Tucson, Arizona, a los 63 años de edad, agravado por su alcoholismo y por un tabaquismo crónico. En su lápida en el cementerio militar de Arlington County, Virginia, puede leerse: «Lee Marvin. Soldado de Primera del Cuerpo de Marines de los Estados Unidos. Segunda Guerra Mundial».

## Filmografía
| Año   | Película                                                                  | Personaje                                  | Director                      |
| ----- | ------------------------------------------------------------------------- | ------------------------------------------ | ----------------------------- |
| 1951  | You're in the Navy Now                                                    | Radiofonista (no acreditado)               | Henry Hathaway                |
| 1951  | Teresa                                                                    | Soldado (no acreditado)                    | Fred Zinnemann                |
| 1952  | Hong Kong                                                                 | Huésped en el hotel (no acreditado)        | Lewis R. Foster               |
| 1952  | Diplomatic Courier                                                        | Policía militar en Trieste (no acreditado) | Henry Hathaway                |
| 1952  | We're Not Married! ("No estamos casados")                                 | Pinky (no acreditado)                      | Edmund Goulding               |
| 1952  | The Duel at Silver Creek ("Duelo en Silver Creek")                        | Tinhorn Burgess                            | Don Siegel                    |
| 1952  | Hangman's Knot ("Rolph Bainter")                                          | Rolph Bainter                              | Roy Huggins                   |
| 1952  | Eight Iron Men                                                            | Sargento Joe Mooney                        | Edward Dmytryk                |
| 1953  | Seminole ("Traición en Fort King")                                        | Sargento Magruder                          | Budd Boetticher               |
| 1953  | Down Among the Sheltering Pamls                                           | Soldadao Snively (no acreditado)           | Edmund Goulding               |
| 1953  | The Glory Brigade                                                         | Cabo Bowman                                | Robert D. Webb                |
| 1953  | The Stranger Wore a Gun ("El forastero iba armado")                       | Dan Kurth                                  | André De Toth                 |
| 1953  | The Big Heat ("Los sobornados")                                           | Vince Stone                                | Fritz Lang                    |
| 1953  | Gun Fury ("Fiebre de venganza")                                           | Blinky                                     | Raoul Walsh                   |
| 1953  | The Wild One ("Salvaje")                                                  | Chino                                      | Laslo Benedek                 |
| 1954  | Gorilla at Large ("El gorila asesino")                                    | Shaughnessy, el policía                    | Harmon Jones                  |
| 1954  | The Caine Mutiny ("El motín del Caine")                                   | Meatball                                   | Edward Dmytryk                |
| 1954  | The Raid ("Fugitivos rebeldes")                                           | Teniente Keating                           | Hugo Fregonese                |
| 1955  | Bad Day at Black Rock ("Conspiración de silencio")                        | Hector David                               | John Sturges                  |
| 1955  | Violent Saturday ("Sábado trágico")                                       | Dill, el ladrón del banco                  | Richard Fleischer             |
| 1955  | Not as a Stranger ("No serás un extraño")                                 | Brundage                                   | Stanley Kramer                |
| 1955] | A Life in the Balance                                                     | El asesino                                 | Harry Horner, Rafael Portillo |
| 1955  | Pete Kelly's Blues ("Los blues de Pete Kelly")                            | Al Gannaway                                | Jack Webb                     |
| 1955  | I Died a Thousand Times ("He muerto miles de veces")                      | Babe Kossuck                               | Stuart Heisler                |
| 1955  | Shack Out on 101                                                          | Slob / Mr. Gregory                         | Edward Dein                   |
| 1956  | Seven Men from Now ("Tras la pista de los asesinos")                      | Bill Masters                               | Budd Boetticher               |
| 1956  | Attack                                                                    | Teniente coronel Clyde Bartlett            | Robert Aldrich                |
| 1956  | Pillars of the Sky ("Las columnas del cielo")                             | Sargento Lloyd Carracart                   | George Marshall               |
| 1956  | The Rack ("Traidor a su patria")                                          | Capitán John R. Miller                     | Arnold Laven                  |
| 1957  | Raintree County ("El árbol de la vida")                                   | Orville "Flash" Perkins                    | Edward Dmytryk                |
| 1958  | The Missouri Traveler ("El viajero de Missouri")                          | Tobias Brown                               | Jerry Hopper                  |
| 1961  | The Comancheros ("Los comancheros")                                       | Tully Crow                                 | Michael Curtiz, John Wayne    |
| 1962  | The Man Who Shot Liberty Valance ("El hombre que mató a Liberty Valance") | Liberty Valance                            | John Ford                     |
| 1963  | Donovan's Reef ("La taberna del irlandés")                                | Thomas Aloysius "Boats" Gilhooley          | John Ford                     |
| 1964  | The Killers ("Código del hampa")                                          | Charlie Strom                              | Donald Siegel                 |
| 1965  | Cat Ballou ("La ingenua explosiva")                                       | Kid Shelleen / Tim Strawn                  | Elliot Silverstein            |
| 1965  | Ship of Fools ("El barco de los locos")                                   | Bill Tenny                                 | Stanley Kramer                |
| 1966  | The Professionals ("Los profesionales")                                   | Henry "Rico" Fardan                        | Richard Brooks                |
| 1967  | The Dirty Dozen ("Doce del patíbulo")                                     | Mayor Reisman                              | Robert Aldrich                |
| 1967  | Point Blank ("A quemarropa")                                              | Walker                                     | John Boorman                  |
| 1968  | Sergeant Ryker ("Sargento Ryker")                                         | Sargento Ryker                             | Buzz Kulik                    |
| 1968  | Hell in the Pacific ("Infierno en el Pacífico")                           | Piloto estadounidense                      | John Boorman                  |
| 1969  | Paint Your Wagon ("La leyenda de la ciudad sin nombre")                   | Ben Rumson                                 | Joshua Logan                  |
| 1970  | Monte Walsh ("Monty Walsh")                                               | Monte Walsh                                | William A. Fraker             |
| 1972  | Pocket Money ("Los indeseables")                                          | Leonard                                    | Stuart Rosenberg              |
| 1972  | Prime Cut (Carne viva)                                                    | Nick Devlin                                | Michael Ritchie               |
| 1973  | Emperor of the North ("El emperador del norte")                           | A Número 1                                 | Robert Aldrich                |
| 1973  | The Iceman Cometh ("El repartidor de hielo")                              | Hickey                                     | John Frankenheimer            |
| 1974  | The Spikes Gang ("Tres forajidos y un pistolero")                         | Harry Spikes                               | Richard Fleischer             |
| 1974  | Klansman ("El hombre del clan")                                           | Sheriff Track Bascomb                      | Terence Young                 |
| 1976  | Shout at the Devil ("Gritar al diablo")                                   | Coronel Flynn O'Flynn                      | Peter R. Hunt                 |
| 1976  | The Great Scout & Cathouse Thursday ("Botas duras, medias de seda")       | Sam Longwood                               | Don Taylor                    |
| 1979  | Avalanche Express ("El tren de los espías")                               | Coronel Harry Wargrave                     | Mark Robson, Monte Hellman    |
| 1980  | The Big Red One ("Uno Rojo, división de choque")                          | El sargento                                | Samuel Fuller                 |
| 1981  | Death Hunt ("Caza salvaje")                                               | Sargento Edgar Millen                      | Peter R. Hunt                 |
| 1983  | Gorky Park                                                                | Jack Osborne                               | Michael Apted                 |
| 1984  | Dog Day ("Canicule") ("Día de perros")                                    | Jimmy Cobb                                 | Yves Boisset                  |
| 1985  | The Dirty Dozen: Next Mission ("Doce del patíbulo: la siguiente misión")  | Mayor John Reisman                         | Andrew V. McLaglen            |
| 1986  | The Delta Force                                                           | Coronel Nick Alexander                     | Menahem Golan                 |

## Premios y distinciones
Premios Óscar
| Año  | Categoría   | Película             | Resultado |
| ---- | ----------- | -------------------- | --------- |
| 1966 | Mejor Actor | La ingenua explosiva | Ganador   |

Festival Internacional de Cine de Berlín
| Año  | Categoría                   | Película             | Resultado |
| ---- | --------------------------- | -------------------- | --------- |
| 1965 | Oso de Plata al mejor actor | La ingenua explosiva | Ganador   |